# Verneuil-sur-Avre
Verneuil-sur-Avre település Franciaországban, Eure megyében. Lakosainak száma 6602 fő (2018. január 1.).

## Népesség
A település népessége az elmúlt években az alábbi módon változott:
| Lakosok száma | 6464 | 6896 | 8595 | 6885 | 6602 |
|               | 2013 | 2015 | 2016 | 2017 | 2018 |